# Ходзицькі
Ходзицькі або Ходзіцькі (пол. Chodzicki) — шляхетський рід Речі Посполитої, представники якого після приєднання Правобережної України до Російської імперії в результаті поділів Речі Посполитої пройшли процес легітимації та отримали статус дворян. Ходзицьких (Ходзіцьких), які оселилися у містечку Калниболото (з 1795 року - Катеринопіль),  внесено до першої частини Родовідної книги дворян Київської губернії на підставі ухвали Київського дворянського депутатського зібрання від 11 (23) грудня 1815 року та указу Правлячого Сенату Російської імперії від 8 (20) серпня 1860 року № 6996.

## Герб
За гербівником Каспера Несецького Ходзицькі користувалися гербом Костеша. В гербівнику Бартоша Папроцького згадується про Ходзицьких герба Костеша з Каліського воєводства. В гербівнику Шимона Окольського "Orbis Polonus" згадується про Альберта Ходзицького герба Костеша.
Ходзицькими з містечка Катеринопіль з метою підтвердження шляхетського походження разом з клопотанням від 11 (23) грудня 1802 року до Київського дворянского депутатського зібрання було подано зображення герба Костеша з історичним його описом.
Опис герба Костеша: на червоному полі зображення стріла, направлена вгору, перехрещена посередині та з роздвоєним кінцем. Клейнод — над верхом з шляхетської корони три страусиних пера.

## Родова схема
Шляхтичі Ходзицькі з містечка Катеринополя є нащадками Стефана та Єлизавети Ходзицьких.
- Стефан Ходзицький (*? — † * ?)[1]
  - Філіп Ходзицький (*? — † * ?)[1]
    - Никифор Ходзицький (*? — † * ?)
      - Олександр-Олексій Никифорович Ходзицький (1755 р.н. — † * ?)[7]
        - Леонтій Олексійович Ходзицький (1802 р.н. — † 7 (19) січня 1864), перша дружина - Агафія Василівна (*? — † 2 (14) травня 1850). У 1851 році одружився вдруге з Анною Митрофанівною Маєвською[8]. 
          - Петро Леонтійович Ходзицький (1822 р.н. — † 16 (28) грудня 1824)
          - Федір Леонтійович Ходзицький (12 (24) лютого 1828 р.н. — † 08 (20) грудня 1897)[9][10] - чиновник міської поліції міста Миколаєва. З 1855 року обіймав посаду квартального наглядача у чині губернського секретаря[11]. У 1861 році отримав чин колезького секретаря[12]. У 1865 році призначений на посаду пристава у Миколаєві та отримав чин титулярного радника[13]. Згодом був призначений приставом у передмісті Миколаєва. Дослужився до чину колезького асесора[14].
          - Іван Леонтійович Ходзицький (12 (24) серпня 1830 р.н. — † 22 лютого (6 березня) 1904)[15], дружина - Ірина Семенівна Яроцька[16].
            - Автоном Іванович Ходзицький (11 (23) вересня 1851 р.н. — † 02 (14) (28) жовтня 1851)[17]
            - Петро Іванович Ходзицький (1865 р.н. — † * ?) - старший помічник секретаря Миколаївської міської військової присутності [18]. Дружина - Надія Анатоліївна Макарова, дочка підпоручника Корпусу інженер-механіків[19]. Нащадки Петра Івановича проживали у місті Миколаєві.
            - Анна Іванівна Ходзицька (6 (18) грудня 1865 р.н. — † * ?)[20] - дружина дворянина Володимира Федоровича Чорнопольського[21]. Проживала з чоловіком у Миколаєві.
            - Георгій Іванович Ходзицький(7 (19) квітня 1867 р.н. — † * ?)[22]

          - Яків Леонтійович Ходзицький (9 (21) вересня 1832 р.н. — † * ?)[23]
          - Григорій Леонтійович Ходзицький (17 (29) грудня 1834 р.н. — † * ?)[24]

      - Іван Никифорович Ходзицький (1767 р.н. — † * ?)[1]
        - Тимофій (Томаш) Іванович Ходзицький (*? — † * ?)[1]
          - Климент Тимофійович Ходзицький (1814 р.н. — † * ?)

        - Кирило Іванович Ходзицький (1793 р.н. — † 17 (29) квітня 1847)[25]
          - Демид Кирилович Ходзицький (28 вересня (10 жовтня)1824 р.н. — † * ?)

    - Казимир (Кузьма) Ходзицький (1705 р.н. — † 1797)[1]
      - Михайло Ходзицький (1772 р.н. — † * ?)[1]
        - Іван Михайлович Ходзицький (1806 р.н. — † * ?)
          - Філіп Іванович Ходзицький (4 (16) липня 1834 р.н. — † 27 вересня (9 жовтня) 1883)[26]

        - Григорій Михайлович Ходзицький (*? — † * ?)

    - Семен Ходзицький (1725 р.н. — † 1800)[7]
    - Іван (Ян) Ходзицький (*? — † * ?)
      - Тимофій Іванович Ходзицький (1760 р.н. — † * ?)[1][27][28]
        - Томаш (Хома) Тимофійович Ходзицький (1786 р.н. — 05 (17) березня 1828)[1][29]
          - Варфоломій Хомич Ходзицький (1816 р.н. — † 13 (25) травня 1866)[30]
            - Сава Варфоломійович Ходзицький (1838 р.н. — † 3 (16) липня 1913)[31]

          - Петро Хомич Ходзицький (1818 р.н. — † * ?)
          - Микола Хомич Ходзицький (*? — † * ?)
          - Маркіян Хомич Ходзицький (1821 р.н. — † 16 (28) травня 1873)[32]

      - Григорій (Гжегож) Іванович Ходзицький (1745 р.н. — † 16 (28) жовтня 1814)[1][27][7]
        - Павло Григорович Ходзицький (1775 р.н. — † * ?)[1]
          - Маркел Павлович Ходзицький (28 січня (9 лютого) 1807 р.н. — † 28 серпня (9 вересня) 1861)[33]
          - Парфентій Павлович Ходзицький (6 (18) лютого 1818 р.н. — † 1872)[34]

        - Денис Григорович Ходзицький (1792 р.н. — † * ?)[1]
        - Василь Григорович Ходзицький (1798 р.н. — † 12 (24) квітня 1868)[1][35], дружина - Васса Андріївна (*? — † 05 (17) січня 1857)[36].
          - Андрій Васильович Ходзицький (1 (13) грудня 1818 р.н. — † * ?) - народився у м. Катеринопіль, дружина - Євдокія Максимівна Вечеровська[37]. Нащадки Андрія Васильовича та Євдокії Максимівни проживали у селі Пальчик Звенигородського повіту.
          - Григорій Васильович Ходзицький (12 (24) березня 1824 р.н. — † 15 (27) травня 1899)[38][39], дружина - дворянка Єфросинія Григорівна Лінчевська[40]. Нащадки Григорія Васильовича та Єфросинії Григорівни проживали у селі Стебне Звенигородського повіту.
          - Зиновія Василівна Ходзицька (25 листопада (6 грудня)1826 р.н. — † * ?)[41] - дружина дворянина Климента Петровича Лядецького[42].
          - Авраам Васильович Ходзицький (29 жовтня (10 листопада)1829 р.н. — † 15 (28) вересня 1912)[43][44] - народився у с. Єрки Звенигородського повіту, дружина - дворянка Ірина Станіславівна Доманська (6 (18) травня 1833 р.н. — † 21 грудня 1908).[45][46][47] Авраам Васильович з дружиною та дітьми проживав у м. Катеринопіль.
          - Іван Васильович Ходзицький (7 (19) січня 1833 р.н. — † 2 (15) грудня 1907)[48][49] - народився у м. Катеринопіль. Дружина - Марфа Михайлівна Лозинська. 

  - Данило Ходзицький (*? — † * ?)[1]
    - Афанасій (Атаназій) Ходзицький (*? — † * ?)[1]
      - Максим Афанасійович Ходзицький (1760 р.н. — † * ?) - парафіяльний священник церкви Різдва Пресвятої Богородиці села Вербовець Звенигородського повіту Київської губернії, перейшов у стан духовенства у 1800 році[1][28].
        - Ілля Максимович Ходзицький (? - † 24 жовтня (5 листопада) 1840) - священник. Освіту отримав у Київській духовній академії. У 1819 році намагався стати священником у церкві св. Івана Богослова у селі Кирилівка, однак йому було відмовлено в рукоположенні до цієї церкви[50]. У 1820 році рукоположений в диякони до церкви святого Димитрія у селі Лозуватка[51], священником якої став згодом[52]. Крім того, протягом життя був  священником церкви Різдва Пресвятої Богородиці села Вербовець та Покровської церкви села Розсохуватка Звенигородського повіту Київської губернії.
        - Яків Максимович Ходзицький (1802 р.н. — † 4 (16) березня 1849) - дяк церкви Різдва Пресвятої Богородиці села Вербовець Звенигородського повіту Київської губернії[53].
          - Григорій Якович Ходзицький (10 (22) січня 1827 р.н. — † * ?) - дяк церкви Різдва Пресвятої Богородиці села Вербовець Звенигородського повіту Київської губернії[54][55].
            - Захар Григорович Ходзицький (10 (22) березня 1868 р.н. — † * ?) - після закінчення у 1892 році Ніжинського інституту був призначений викладачем в Юр’ївському реальному училещі. В березні 1896 року був переведений на посаду викладача в Ревельску (Таллінську) Олександрівську гімназію, під час перебування на якій мав чин надвірного радника[56][57]. Згодом працював інспектором Лодзької чоловічої гімназії. Дослужився до чину статського радника[58].
            - Афанасій Григорович Ходзицький (24 липня (3 серпня) 1870 р.н. — † * ?) - парафіяльний священник Святогеоргіївської церкви села Шестеринці та села Кирилівка Звенигородського повіту Київської губернії.
            - Олександр Григорович Ходзицький (26 березня (7 квітня) 1877 р.н. — † * ?) - історик філософії, церковний діяч. Народився в с. Вербовець Звенигородського повіту Київської губернії. Після закінчення Уманського духовного училища і Київської духовної семінарії в 1899 році упродовж двох років учителював на селі. З 1901 року по 1906 рік був парафіяльним священником у Бердичівському повіті Київської губернії. У 1906 році  вступив до Київської духовної академії, яку закінчив у 1910 році  зі ступенем кандидата богослов’я  і правом отримання магістерського звання без додаткових іспитів. З 1910 року по 1917 рік служив законовчителем у Києві, зокрема викладав законовчення у Київській чоловічій гімназії "Гурпи батьків" та Київській жіночій гімназії імені Конопацької. Станом на 1912 рік був церковним настоятелем Єлизаветинської церкви на Трухановому острові. У 1918 році обраний до Всеукраїнської церковної ради. Був делегатом першого і другого Всеукраїнського церковного собору[59].

          - Петро Якович Ходзицький (1830 р.н. — † * ?) - дяк Михайлівської церкви села Романівка Звенигородського повіту Київської губернії.
            - Йосип Петрович Ходзицький (7 (19) квітня 1859 р.н. — † * ?)
            -  Микола Петрович Ходзицький (1 (13) лютого 1882 р.н. — † 3 листопада 1937) - священник. До 1892 року освіту здобував у церковно-приходській школі с. Романівка[60]. З 1893 року навчався в Уманському духовному училищі, яке закінчив у 1898 році. У тому ж році почав навчання у Київській духовній семінарії, однак вибув з першого класу. З 1899-ого до 1900 року перебував на посаді вчителя Романівської церковно-приходської школи. У 1900 році призначений дяком у село Зелена Діброва Звенигородського повіту Київської губернії. З 1902 року до 1909 року у цьому ж селі управляв церковно-шкільним хором[61]. У 1910 році рукоположений у диякони[62]. У 1912 році переведений у село Васильків того ж повіту. З 1933 року до 1937 року був священником села Ротмістрівка. Розстріляний 3 листопада 1937 року на підставі вироку, винесеного 16 жовтня 1937 року трійкою при Київському обласному управлінні НКВС[63]. Дружина - Вироцька Олена Василівна.  

      - Корнилій Афанасійович Ходзицький (1767 р.н. — † 1814) - парафіяльний священник села Мурзинці Звенигородського повіту Київської губернії, перейшов у стан духовенства у 1800 році[1][28][64].
        - Михайло Корнилович Ходзицький (23 травня (4 червня) 1813 р.н. — † * ?) - дяк Покровської церкви села Лоташеве Звенигородського повіту Київської губернії.
        - Мойсей Корнилович Ходзицький (? - † * ?) - паламар села Хлипнівка Звенигородського повіту Київської губернії.
          - Володимир Мойсейович Ходзицький (14 (26) липня 1850 р.н. — † * ?) - паламар у селі Моринці, згодом дяк у селі Майданівка Звенигородського повіту Київської губернії.
          - Маркіян Мойсейович Ходзицький (1843 р.н. — † * ?) - дяк у селі Будище Звенигородського повіту Київської губернії.
            - Іван Маркіянович Ходзицький (16 (28) вересня 1874 р.н. — † 4 (17) вересня 1907) — дяк Михайлівської церкви села Посухівка Уманського повіту Київської губернії.
            - Григорій Маркіянович Ходзицький (1883 р.н. — † * ?) — дяк у церкві Воздвиження Чесного Хреста Господнього, належав до стану спадкових почесних громадян Києва.
            - Дмитро Маркіянович Ходзицький ( 13 (25) травня 1886 р.н. — † 1962) - церковний діяч. У 1906 році закінчив Київську духовну семінарію. Належав до стану спадкових почесних громадян. З 1906 року по 1911 рік вчителював у церковно-приходській школі в місті Чорнобиль. З 1911 року по 1918 рік був вчителем церковного співу в Уманському духовному училищі. У 1918 році переїхав до Києва, де став дяком в Андріївській церкві. Брав участь у першому та другому Всеукраїнських церковних соборах. Керував народним хором при Софійському соборі. У 1922 році прийняв сан священника та служив у церкві Вознесіння Господнього. У 1929 році був репресований.

## Маєтки
Відповідно до договору, укладеного 15 квітня 1720 року, брати Філіп та Данило Ходзицькі за 23 000 злотих придбали у власність від віленського земського судді Марціана Версоцького маєток Криштофово з поселеннями Рудоди, Дворище та Клневщина у Мінському воєводстві, про що Марціан Версоцький особисто 29 травня 1720 року повідомив Головний трибунал Великого князівства Литовського. Запис про цей договір внесено до актової книги Мінського гродського суду 17 травня 1738 року.
У 1746 році Данило Ходзицький подарував свою половину маєтку Криштофово своєму сину Афанасію Ходзицькому.
Згодом і Філіп Ходзицький подарував свою половину маєтку Криштофово своїм синам Никифору, Казимиру, Яну та онуку Гжегожу на підставі виданої ним дарчої від 7 грудня 1746 року, про яку 5 січня 1747 року внесено запис до актової книги Мінського гродського суду.
У 1761 році між Афанасієм Ходзицьким та мінським стольником Криштофом Лиходзієвським укладено договір, згідно з яким Афанасій Ходзицький продав останньому свою половину маєтку Криштофово за 12 000 злотих, про що до актової книги Мінського гродського суду 20 січня 1762 року внесено запис.
3 січня 1767 року укладено договір, за яким Криштофу Лиходзієвському свою половину маєтку Криштофово за 15 000 злотих продали Никифор, Казимир, Ян та Гжегож Ходзицькі, про що до актової книги Мінського гродського суду 5 січня 1767 року внесено запис.